# Macrosiphoniella pulvera
Macrosiphoniella pulvera är en insektsart som först beskrevs av Walker 1848.  Macrosiphoniella pulvera ingår i släktet Macrosiphoniella och familjen långrörsbladlöss. Arten är reproducerande i Sverige. Inga underarter finns listade i Catalogue of Life.